# 1871 en photographie
| Années de la photographie : 1868 - 1869 - 1870 - 1871 - 1872 - 1873 - 1874    |
| Décennies de la photographie : 1840 - 1850 - 1860 - 1870 - 1880 - 1890 - 1900 |

Cet article présente les faits marquants de l'année 1871 en photographie.

## Événements
- Richard Leach Maddox invente la plaque sèche, un type amélioré de plaque photographique, dont la production industrielle sera lancée à partir de 1879. Une grande partie du travail de chimie complexe étant réalisée en usine, ce nouveau processus, dit procédé gélatino-argentique, simplifie le travail des photographes, et connaîtra un grand succès. Il fait part de sa découverte dans un article publié le 8 septembre dans le British Journal of Photography[1].
- Hippolyte Délié et Émile Béchard, photographes français installés au Caire en Égypte, obtiennent de l'égyptologue Auguste Mariette l'autorisation de photographier les salles et objets du musée de Boulaq qu'il a fondé en 1858 ; L'Album du musée de Boulaq, illustré de 40 planches photographiques, paraît l'année suivante.
- Stanisław Julian Ostroróg ouvre un atelier photographique à Paris au 9 bis rue de Londres.

## Photographies notables

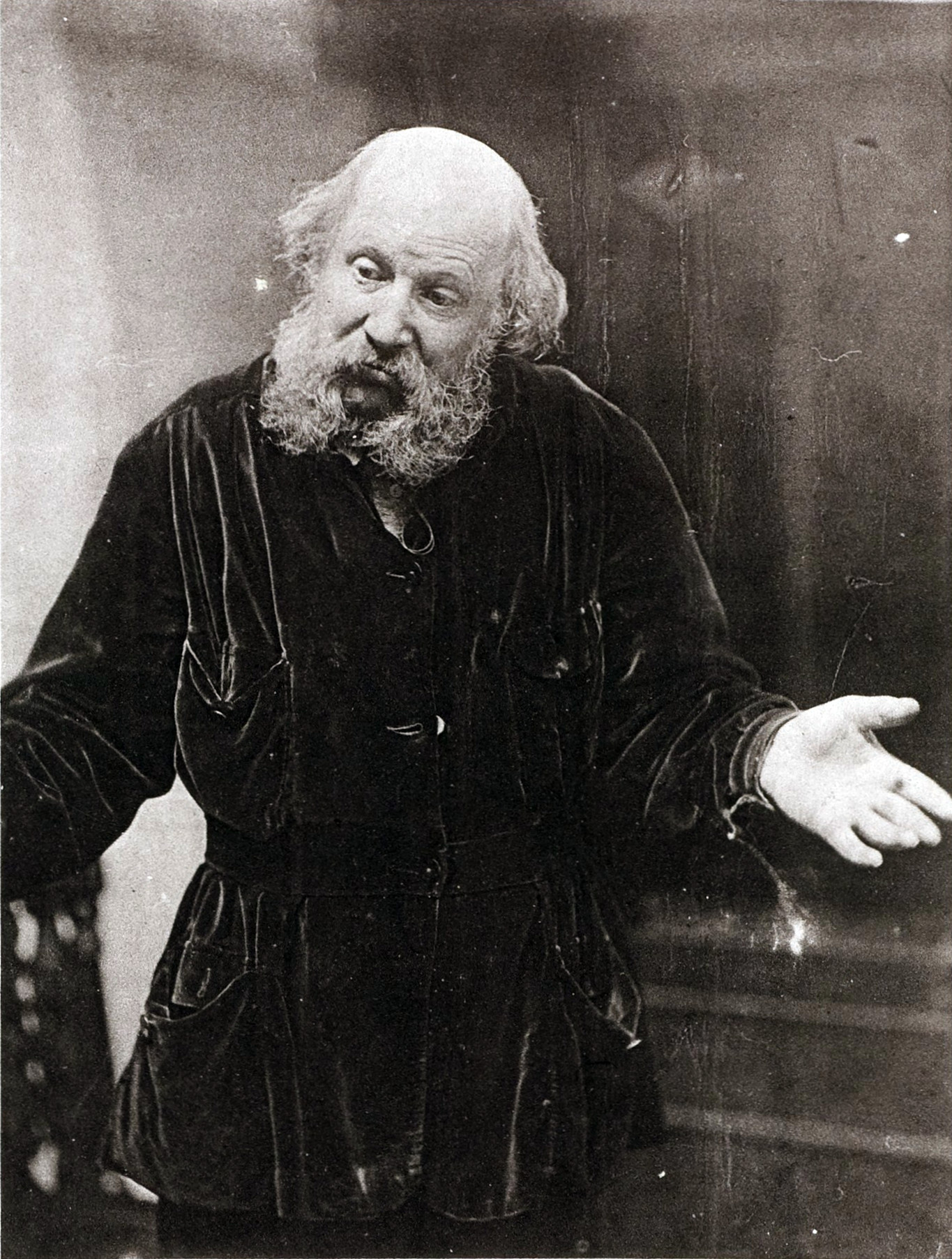
Oscar Gustave Rejlander, Patience

, photographie pour l'ouvrage de Charles Darwin, l'L'Expression des émotions chez l'homme et les animaux.

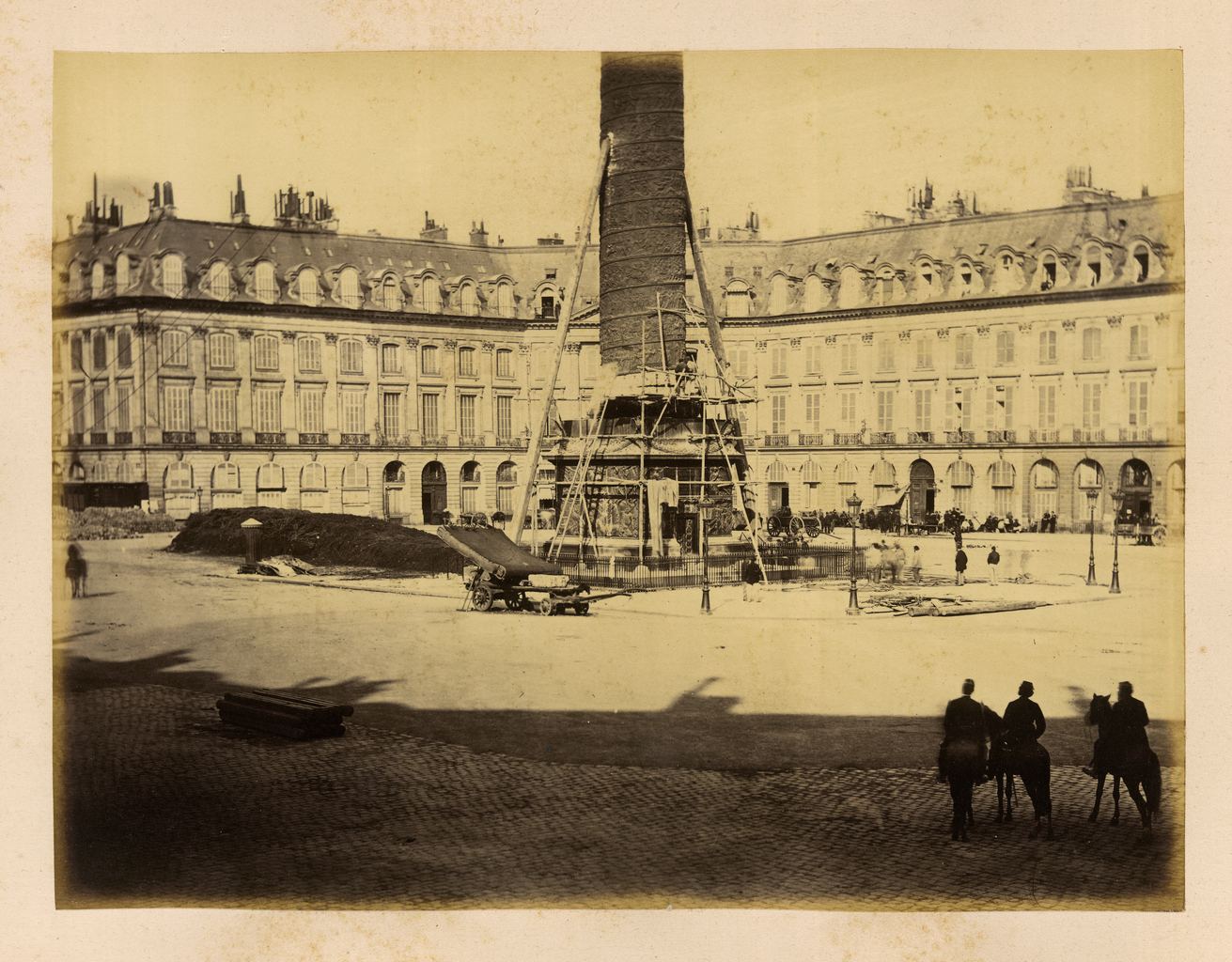
Bruno Braquehais, La Chute de la colonne Vendôme.

- De nombreuses photographies de la Commune à Paris sont réalisées[2],[3], entre autres :
  - Cadavres d'insurgés dans leurs cercueils, photographie attribuée à Eugène Disdéri.
  - Bruno Braquehais réalise une série de vues de La Chute de la colonne Vendôme.

- août : Adolphe Thiers inaugure la tradition du portrait officiel du président de la République française au moyen de la photographie.

- 13 octobre : publication de la série de photographies stéréoscopiques de Jules Raudnitz, le Sabbat rouge.

- octobre : Étienne Carjat, photographie d'Arthur Rimbaud[N 1].

- Charles Darwin contacte le photographe Oscar Gustave Rejlander après avoir vu en vitrine une de ses photographiques, représentant un jeune garçon au visage boudeur, et lui présente un projet de livre autour de l'expression des émotions par les êtres humains ; « Ce qu’il voulait, il ne pouvait le trouver ailleurs qu’en photographie, et la photographie lui fournissait le moyen d’exposer quelques-unes de ses idées » explique Rejlander[4], qui s'investit considérablement dans le projet en produisant des portraits de modèles - dont Rejlander lui-même - exprimant diverses émotions ; une quinzaine d'entre eux sont reproduits dans L'Expression des émotions chez l'homme et les animaux publié en 1872.

## Naissances
- 31 janvier : Charles Gaspar, photographe belge, mort le 30 avril 1950.
- 1er février : Gabriel Veyre, photographe et réalisateur-opérateur de cinéma français, mort le 13 janvier 1936.
- 11 février : Gaston-Henri Niewenglowski, médecin et photographe français, auteur d'ouvrages de vulgarisation sur la photographie, mort le 28 janvier 1953.
- 18 février : Helmar Lerski, photographe et cinéaste suisse, mort le 19 septembre 1956.
- 1er mars : Ernst Leitz, homme d'affaires allemand, fondateur de la société d'optique Leica Camera, organisateur du Train Leica de la liberté qui a permis à des personnes menacées par le nazisme de fuir le Troisième Reich, mort le 1er juin 1956.
- 1er mai : Marius Maure, photographe français actif à Biskra en Algérie, mort en 1941.
- 12 mai : Mario Gabinio, photographe et alpiniste italien, actif dans la région du Piémont, mort le 19 avril 1938.
- 17 juillet : Lyonel Feininger, peintre, photographe, graveur, caricaturiste et auteur de bandes dessinées germano-américain, principalement actif en Allemagne, mort le 13 janvier 1956.
- 10 septembre : Jacques Marie Bellwald, photographe luxembourgeois, mort le 25 avril 1945.
- 5 octobre : Emil Mayer, juriste et photographe autrichien, mort le 8 juin 1938.
- 26 octobre : Guillermo Kahlo, photographe allemand naturalisé mexicain, mort le 14 avril 1948.
- 24 novembre : Jules Brocherel, ethnologue et photographe valdôtain, mort le 1er janvier 1954.
- 2 ou 3 décembre : François Joncour, photographe et éditeur français de cartes postales, mort le 26 janvier 1946.
- 10 décembre : Augustin Cottes, explorateur et photographe français, mort le 29 juillet 1913.
- Date précise inconnue :
  - Benito de Frutos, photographe espagnol, mort le 8 novembre 1941.
  - Vincenzo Galdi, photographe et modèle italien, connu pour ses photographies de nus artistiques, mort le 23 décembre 1961.

## Décès
- 2 février : Adalbert Cuvelier, photographe français, né le 2 mars 1812.
- 13 février : Benito R. de Monfort, photographe, directeur de publication et entrepreneur espagnol, né le 21 septembre 1800.
- 25 février : Louis Charles Raoul Vernay, dit le comte de Vernay, peintre et photographe français, actif en Espagne, né le 17 mai 1825.
- 5 avril : Thomas Richard Williams, photographe britannique, un des pionniers de la stéréoscopie, né le 5 mai 1824.
- 24 avril : Louis Cyrus Macaire, photographe français, né le 14 août 1807.
- 18 juin : Gabriel de Rumine, ingénieur, voyageur, photographe et mécène suisse, né le 16 janvier 1841.
- 24 octobre : Conde de Lipa, photographe polonais, né vers 1793.

## Célébrations
Centenaire de naissance
- Thomas Wedgwood